# فيساجيناس
فيساجيناس هي مركز أصغر بلدية في ليتوانيا ، وتقع على الطرف الشمالي الشرقي من البلاد، وتم بناؤها كمدينة للعمال المشاركين في بناء محطة إغنالينا للطاقة النووية . فيساجيناس هي المدينة الوحيدة في ليتوانيا حيث يتحدث غالبية السكان اللغة الروسية كلغة أولى.  في الأصل ، تم تصميم المشهد الجوي لـ فيساجيناس لياحكي الفراشة، إلا أنه بعد إلغاء العمل على محطة الطاقة النووية ، تم كذلك إلغاء المزيد من أعمال البناء في المدينة. حاليا تتكون فيساجيناس من ثلاث مناطق سكنية إذ يشار إلى السكان المحليين بسكان المنطقة الأولى والثانية والثالثة، كما يوجد في فيساجيناس 14 شارعا. وقد نشأت المدينة في غابة الصنوبر على ضفاف بحيرة فيساجيناس، وتعد السياحة في الوقت الحالي مجالا ذات إمكانات كبيرة ، بالإضافة إلى إمكانية إنشاء محطة طاقة نووية جديدة .
ويقع المركز الإداري لبلدية فيساجيناس بالقرب من أكبر بحيرة في البلاد، وهي بحيرة Drūkšiai، وحدوده الإدارية في طور التحديد، كما يمتد خط سكة حديد فيلنيوس - دوجافبيلس محاذيا المدينة، مما يوفر اتصالا سهلا مع تلك المدن، كما تربط الطرق السريعة المدينة بجميع المدن الأخرى في الجمهورية.

## التاريخ
منذ قديم الأزل ، كانت المناطق المحيطة بـ فيساجيناس مأهولة بالسيلونيين، وقد ذكرت السجلات التاريخية الموقع لأول مرة في عام 1526 ، عندما قدمه النبيل Vaitiekus Goštautas إلى أبرشية Naujasis (الجديدة) Daugėliškis، وتم غزو المنطقة في القرنين الرابع عشر والتاسع عشر من قبل القوات الليفونية والسويدية والروسية والفرنسية.
وقبل الحرب العالمية الثانية بين عامي 1922-1939، كانت تكمن منطقة فيساجيناس الحديثة داخل حدود GMINA Smołwy في Brasław مقاطعة من Wilno فويفود في بولندا .
و تأسست المستوطنة في عام 1975 باسم Sniečkus؛ وهي مدينة للعمال في محطة إغنالينا للطاقة النووية على ضفاف بحيرة فيساجيناس، وقد تم إنشاؤها بدلاً من أربع قرى تم هدمها ، وكان أكبرها يعرف باسم فيساجيناس. وسميت المدينة الجديدة على اسم أنتاناس سنييكوس وهو السكرتير الأول السابق للحزب الشيوعي الليتواني ، ومنحت منزلة مستوطنة حضرية، وبعد استعادة الاستقلال تم تغيير اسم المدينة إلى فيساجيناس في عام 1992 وحصلت على حقوق البلدية في عام 1995،   ويحكمها مجلس المدينة الذي بدوره ينتخب رئيس البلدية، وفي عام 1996 ، تم تأكيد شعار المدينة بمرسوم صادر عن رئيس ليتوانيا .
تم تطوير المستوطنة في مجمعات ، مع تأسيسات مصممة لإنشاء بنية تحتية للحياة الثقافية واليومية للسكان، كما تم بذل جهودا للحفاظ على البيئة المحيطة قدر الإمكان. 

## التعداد السكاني
في عام 1996، كان عدد السكان 33100، منها 55.68٪ كانت الروس ، 15.88٪ ليتوانيا ، 10.29٪ البيلاروس ، 9.13٪ البولنديين ، 5.69٪ الأوكرانيين و0.95٪ التتار . شكل المسيحيون الأرثوذكس 40.42٪ من مجموع السكان ، الروم الكاثوليك 27.29٪ ، غير المنتسبين 27.29٪ ، المؤمنون القدامى 2.89٪ والمسلمون 0.46٪.  في عام 2001 ، كان السكان 52.43٪ روس ، 14.96٪ ليتوانيون و 32.61٪ آخرون.  في عام 2011 ، كان عدد السكان 22361. شكل الروس 52.16٪ (11664) من السكان ، الليتوانيين - 18.27٪ (4086) ، بيلاروسيا - 9.89٪ (2211) ، البولنديون - 9.32٪ (2084) ، والأوكرانيون - 5.16٪ (1154).  وهذا يخلق أجواء ثقافية مميزة في المدينة.

## الصناعة

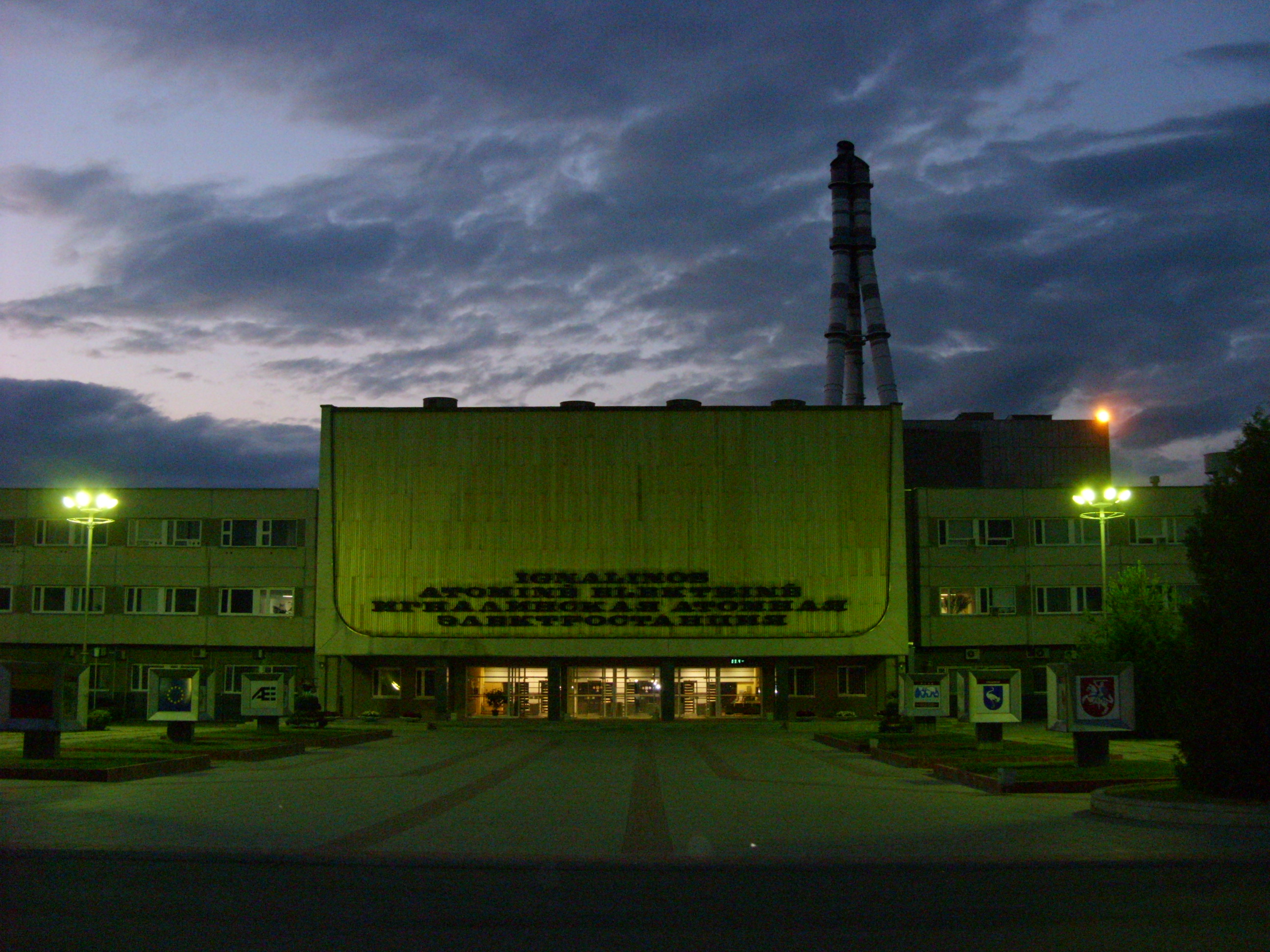
محطة للطاقة النووية

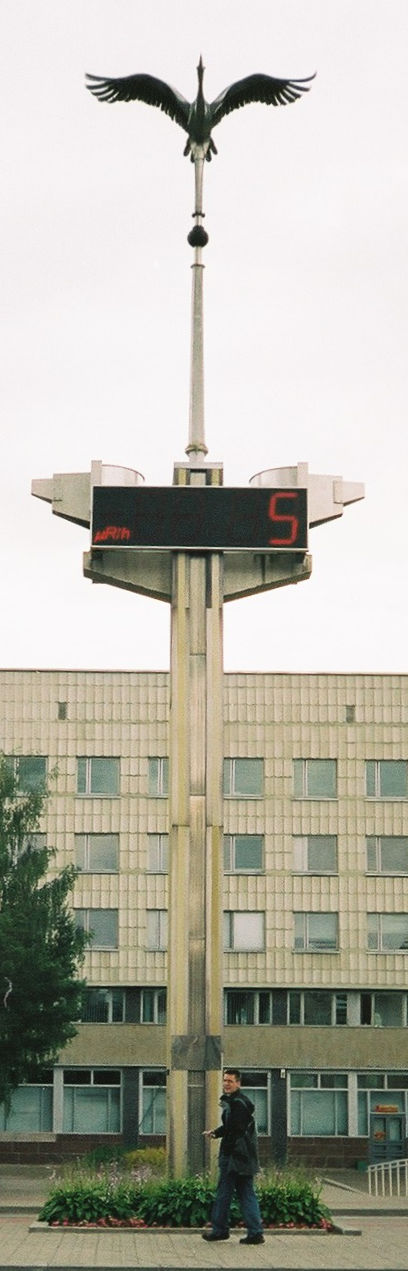
عداد جيجر

كانت الطاقة هي الفرع الرئيسي للصناعة: وتقع محطة الطاقة النووية الوحيدة في البلاد _ وهي واحدة من أقوى محطات الطاقة في العالم _ بالقرب من فيساجيناس، وقد أوقفت عملياتها في ديسمبر 2009 بسبب مخاوف تتعلق بالسلامة ومازالت متوقفة للآن. وتم توظيف أكثر من 5000 شخص في المصنع، كمان أن هناك فرص لتطوير صناعة البناء من أجل الاستفادة من الإمكانات الصناعية الحالية (الخرسانة ، والخرسانة الحديدية ، والخشب) ، وكذلك صناعة الإلكترونيات ، والتلميع والطلاء ، والملابس؛ إذ أنه يوجد أكثر من 1500 شركة في المدينة تعمل في الصناعات الخفيفة والتجارة والخدمات.

## التربية والثقافة والرياضة
يوجد في المدينة مدرسة للفنون التطبيقية ، وست مدارس ثانوية ، ومدرسة ابتدائية ، وثماني مدارس حضانة ، وكليات للموسيقى والألعاب البهلوانية ، ومركز رياضي ومؤسسات أخرى تعمل في تنظيم الأنشطة التعليمية والترفيهية ، بما في ذلك 11 ناديًا رياضيًا يضم أكثر من 1600 عضوا، كما أن التدريب الاحترافي متاح في كرة القدم والمصارعة اليونانية الرومانية والتزلج، ويقام مهرجان موسيقى الريف السنوي "Visaginas Country" في المدينة.

## المدن التوأم - المدن الشقيقة
- سلونيم
- أوبنينسك

## روابط خارجية
- الموقع الرسمي
- مقال مصور معاصر للمدينة